# Міста Луганської області

Луганська область на карті України

До складу Луганської області входять 37 міст. Найбільшим за населенням є Луганськ з населенням у 397 677 осіб за даними Державної служби статистики України від 1 січня 2022 року.
Отримати статус міста в України мають право населені пункти, які мають населення понад 10 000 осіб. Цей статус мають чимало міст, які не задовольняють цій вимозі, виходячи з їхнього історичного, економічного або географічного значення. До міської території часто входять прилеглі поселення, які становлять з ним єдину соціальну, економічну та історичну спільність.
У списку показані міста та містечка Луганської області, офіційні назви українською мовою, їхня площа, населення (за даними перепису 2001 року й інформації Державної служби статистики України від 1 січня 2022 року), географічні координати адміністративних центрів, мовний склад (зазначені мови, що становлять понад 1% від населення громади за даними Всеукраїнського перепису населення 2001 року), положення на карті області.
Міста України можуть мати обласне та районне значення.
До адміністративно-територіальної реформи 2020 року в області налічувалося 14 міст обласного значення: Алчевськ, Антрацит, Хрустальний, Сокологірськ, Брянка, Рубіжне, Сіверськодонецьк, Луганськ, Ровеньки, Сорокине, Кадіївка, Лисичанськ, Голубівка, Довжанськ. Районного значення 23 міст: Зимогір'я, Олександрівськ, Алмазна, Кипуче, Боково-Хрустальне, Золоте, Зоринськ, Ірміно, Кремінна, Лутугіно, Міусинськ, Отаманівка, Новодружеськ, Перевальськ, Петрово-Красносілля, Попасна, Привілля, Сватове, Старобільськ, Суходільськ, Вознесенівка, Щастя. Внаслідок адміністративно-територіальної реформи 2020 року усі міста в Україні (в тому числі і обласні центри, і міста обласного значення) включені до складу районів.

## Список міст
| Назва               | Зображення | Площа (км²) | Населення (за роками перепису та державної статистики) | Населення (за роками перепису та державної статистики) | Рідна мова (2001)                                         | Карта                                                                                       |
| Назва               | Зображення | Площа (км²) | 2001                                                   | 2022                                                   | Рідна мова (2001)                                         | Карта                                                                                       |
| ------------------- | ---------- | ----------- | ------------------------------------------------------ | ------------------------------------------------------ | --------------------------------------------------------- | ------------------------------------------------------------------------------------------- |
| Алмазна             |            | 1,33        | 5 061                                                  | 4 148                                                  | українська — 18,67% російська — 80,98%                    | 48°31′18″ пн. ш. 38°34′46″ сх. д. / 48.52167° пн. ш. 38.57944° сх. д. · Алмазна             |
| Алчевськ            |            | 50          | 119 193                                                | 106 062                                                | українська — 15,26% російська — 83,58%                    | 48°28′49″ пн. ш. 38°47′52″ сх. д. / 48.48028° пн. ш. 38.79778° сх. д. · Алчевськ            |
| Антрацит            |            | 61,3        | 63 698                                                 | 52 150                                                 | українська — 11,08% російська — 85,91%                    | 48°28′49″ пн. ш. 38°47′52″ сх. д. / 48.48028° пн. ш. 38.79778° сх. д. · Антрацит            |
| Боково-Хрустальне   |            | 28          | 14 773                                                 | 11 421                                                 | українська — 13,17% російська — 82,60%                    | 48°28′49″ пн. ш. 38°47′52″ сх. д. / 48.48028° пн. ш. 38.79778° сх. д. · Боково-Хрустальне   |
| Брянка              |            | 63,5        | 54 767                                                 | 44 760                                                 | українська — 12,65% російська — 87,01%                    | 48°29′5″ пн. ш. 38°40′40″ сх. д. / 48.48472° пн. ш. 38.67778° сх. д. · Брянка               |
| Вознесенівка        |            | 6,91        | 17 680                                                 | 15 218                                                 | українська — 22,63% російська — 76,67%                    | 48°4′17″ пн. ш. 39°47′53″ сх. д. / 48.07139° пн. ш. 39.79806° сх. д. · Вознесенівка         |
| Гірське             |            | 14          | 11 473                                                 | 9 100                                                  | українська — 53,20% російська — 41,63%                    | 48°45′7″ пн. ш. 38°29′42″ сх. д. / 48.75194° пн. ш. 38.49500° сх. д. · Гірське              |
| Голубівка           |            | 34,96       | 35 199                                                 | 26 654                                                 | українська — 14,94% російська — 84,57%                    | 48°38′15″ пн. ш. 38°38′36″ сх. д. / 48.63750° пн. ш. 38.64333° сх. д. · Голубівка           |
| Довжанськ           |            | 83,84       | 72 531                                                 | 62 691                                                 | українська — 11,64% російська — 85,28%                    | 48°3′30″ пн. ш. 39°39′30″ сх. д. / 48.05833° пн. ш. 39.65833° сх. д. · Довжанськ            |
| Зимогір'я           |            | 8,56        | 11 295                                                 | 9 557                                                  | українська — 59,62% російська — 39,43%                    | 48°35′28″ пн. ш. 38°55′11″ сх. д. / 48.59111° пн. ш. 38.91972° сх. д. · Зимогір'я           |
| Золоте              |            | 27,1919     | 17 836                                                 | 13 007                                                 | українська — 43,93% російська — 50,34%                    | 48°41′34″ пн. ш. 38°31′10″ сх. д. / 48.69278° пн. ш. 38.51944° сх. д. · Золоте              |
| Зоринськ            |            | 9           | 8 838                                                  | 7 096                                                  | українська — 17,02% російська — 82,74%                    | 48°24′52″ пн. ш. 38°37′07″ сх. д. / 48.41444° пн. ш. 38.61861° сх. д. · Зоринськ            |
| Ірміно              |            | 19,04       | 13 053                                                 | 9 270                                                  | українська — 21,90% російська — 74,63%                    | 48°35′48″ пн. ш. 38°34′58″ сх. д. / 48.59667° пн. ш. 38.58278° сх. д. · Ірміно              |
| Кадіївка            |            | 91,8        | 90 152                                                 | 73 248                                                 | українська — 13,04% російська — 85,29%                    | 48°34′5″ пн. ш. 38°39′31″ сх. д. / 48.56806° пн. ш. 38.65861° сх. д. · Кадіївка             |
| Кипуче              |            | 19,2        | 9 097                                                  | 7 162                                                  | українська — 11,76% російська — 87,66%                    | 48°26′20″ пн. ш. 38°43′3″ сх. д. / 48.43889° пн. ш. 38.71750° сх. д. · Кипуче               |
| Кремінна            |            | 15,72       | 24 447                                                 | 18 116                                                 | українська — 71,67% російська — 27,89%                    | 49°3′0″ пн. ш. 38°13′16″ сх. д. / 49.05000° пн. ш. 38.22111° сх. д. · Кремінна              |
| Лисичанськ          |            | 95,64       | 115 229                                                | 93 340                                                 | українська — 33,68% російська — 64,57%                    | 48°53′24″ пн. ш. 38°25′48″ сх. д. / 48.89000° пн. ш. 38.43000° сх. д. · Лисичанськ          |
| Луганськ            |            | 286,2       | 463 097                                                | 397 677                                                | українська — 14,33% російська — 84,73%                    | 48°34′06″ пн. ш. 39°18′31″ сх. д. / 48.56833° пн. ш. 39.30861° сх. д. · Луганськ            |
| Лутугине            |            | 5           | 18 833                                                 | 17 061                                                 | українська — 42,35% російська — 56,93%                    | 48°24′7″ пн. ш. 39°12′37″ сх. д. / 48.40194° пн. ш. 39.21028° сх. д. · Лутугине             |
| Міусинськ           |            | 18,07       | 6 029                                                  | 4 596                                                  | українська — 42,30% російська — 56,95%                    | 48°04′21″ пн. ш. 38°54′00″ сх. д. / 48.07250° пн. ш. 38.90000° сх. д. · Міусинськ           |
| Новодружеськ        |            | 14          | 9 025                                                  | 6 705                                                  | українська — 40,86% російська — 55,40%                    | 48°58′00″ пн. ш. 38°21′00″ сх. д. / 48.96667° пн. ш. 38.35000° сх. д. · Новодружеськ        |
| Олександрівськ      |            | 10,4        | 7 045                                                  | 6 401                                                  | українська — 41,73% російська — 56,65% вірменська — 1,46% | 48°34′47″ пн. ш. 39°11′51″ сх. д. / 48.57972° пн. ш. 39.19750° сх. д. · Олександрівськ      |
| Отаманівка          |            | 28,8        | 25 528                                                 | 22 449                                                 | українська — 10,88% російська — 88,60%                    | 48°20′40″ пн. ш. 39°39′30″ сх. д. / 48.34444° пн. ш. 39.65833° сх. д. · Отаманівка          |
| Перевальськ         |            | 30          | 29 665                                                 | 24 817                                                 | українська — 10,38% російська — 89,22%                    | 48°26′08″ пн. ш. 38°49′04″ сх. д. / 48.43556° пн. ш. 38.81778° сх. д. · Перевальськ         |
| Петрово-Красносілля |            | 23,21       | 15 478                                                 | 12 642                                                 | українська — 22,40% російська — 76,43%                    | 48°18′00″ пн. ш. 38°52′41″ сх. д. / 48.30000° пн. ш. 38.87806° сх. д. · Петрово-Красносілля |
| Попасна             |            | 29          | 25 951                                                 | 19 199                                                 | українська — 49,44% російська — 50,31%                    | 48°38′00″ пн. ш. 38°22′48″ сх. д. / 48.63333° пн. ш. 38.38000° сх. д. · Попасна             |
| Привілля            |            | 6           | 9 004                                                  | 6 520                                                  | українська — 50,71% російська — 48,72%                    | 48°59′59″ пн. ш. 38°17′41″ сх. д. / 48.99972° пн. ш. 38.29472° сх. д. · Привілля            |
| Ровеньки            |            | 21,7        | 53 725                                                 | 45 514                                                 | українська — 19,66% російська — 79,79%                    | 48°4′16″ пн. ш. 39°20′34″ сх. д. / 48.07111° пн. ш. 39.34278° сх. д. · Ровеньки             |
| Рубіжне             |            | 33,76       | 65 322                                                 | 55 247                                                 | українська — 38,95% російська — 60,05%                    | 49°00′55″ пн. ш. 38°22′54″ сх. д. / 49.01528° пн. ш. 38.38167° сх. д. · Рубіжне             |
| Сватове             |            | 23,94       | 19 495                                                 | 16 145                                                 | українська — 89,51% російська — 9,69%                     | 49°24′33″ пн. ш. 38°9′43″ сх. д. / 49.40917° пн. ш. 38.16194° сх. д. · Сватове              |
| Сіверськодонецьк    |            | 42,1        | 119 940                                                | 99 067                                                 | українська — 29,19% російська — 69,85%                    | 48°57′23″ пн. ш. 38°28′53″ сх. д. / 48.95639° пн. ш. 38.48139° сх. д. · Сіверськодонецьк    |
| Сорокине            |            | 77,33       | 50 560                                                 | 42 315                                                 | українська — 8,46% російська — 90,75%                     | 48°17′57″ пн. ш. 39°44′59″ сх. д. / 48.29917° пн. ш. 39.74972° сх. д. · Сорокине            |
| Сокологірськ        |            | 8,854       | 43 082                                                 | 36 091                                                 | українська — 23,27% російська — 71,22%                    | 48°37′47″ пн. ш. 38°33′43″ сх. д. / 48.62972° пн. ш. 38.56194° сх. д. · Сокологірськ        |
| Старобільськ        |            | 13,32       | 22 371                                                 | 15 947                                                 | українська — 60,84% російська — 38,68%                    | 49°17′00″ пн. ш. 38°55′00″ сх. д. / 49.28333° пн. ш. 38.91667° сх. д. · Старобільськ        |
| Суходільськ         |            | 10          | 23 642                                                 | 20 390                                                 | українська — 7,32% російська — 92,38%                     | 48°21′13″ пн. ш. 39°43′18″ сх. д. / 48.35361° пн. ш. 39.72167° сх. д. · Суходільськ         |
| Хрустальний         |            | 153,56      | 94 875                                                 | 79 533                                                 | українська — 10,43% російська — 87,82%                    | 48°7′38″ пн. ш. 38°55′9″ сх. д. / 48.12722° пн. ш. 38.91917° сх. д. · Хрустальний           |
| Щастя               |            | 1,11        | 13 770                                                 | 11 411                                                 | українська — 11,23% російська — 87,98%                    | 48°44′17″ пн. ш. 39°13′52″ сх. д. / 48.73806° пн. ш. 39.23111° сх. д. · Щастя               |